# Bitwa pod Leplem (1920)

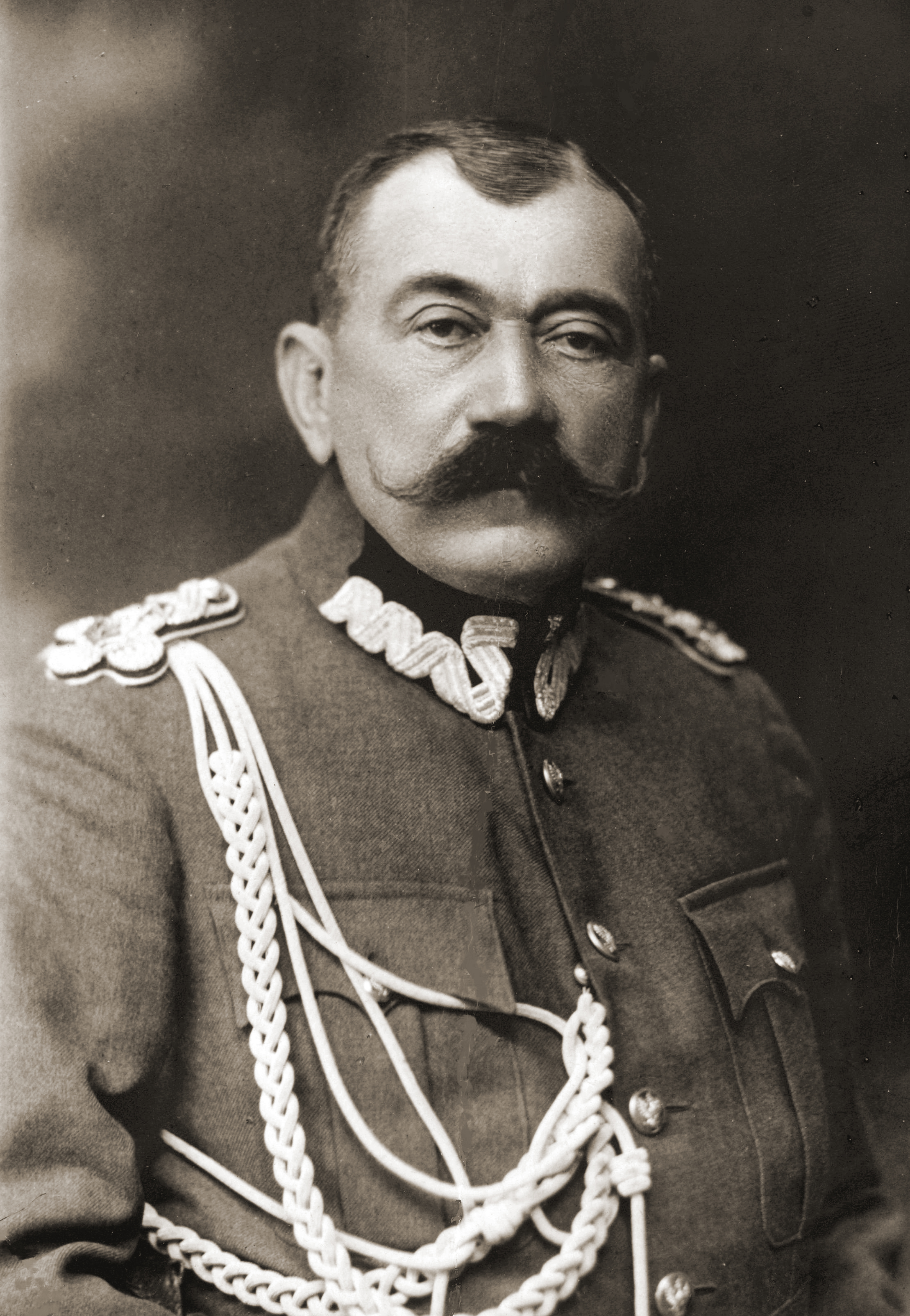
Gen. Jan Rządkowski, dowódca 1 Dywizji Litewsko-Białoruskiej

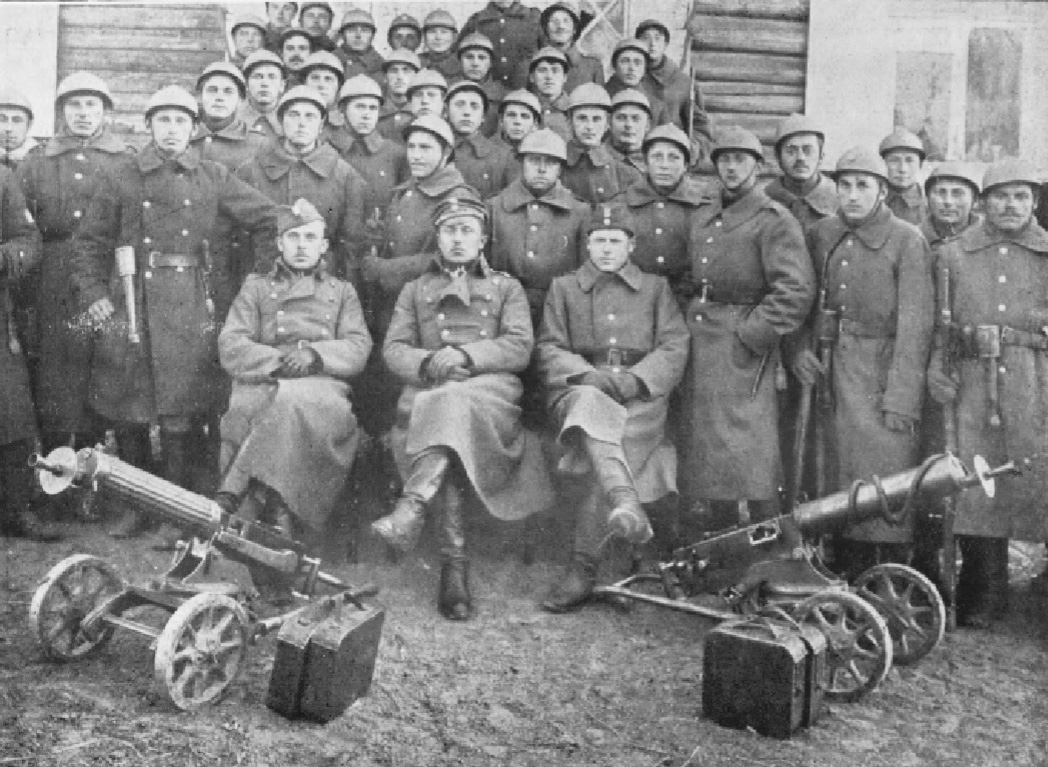
2-ga kompania km Wileńskiego Pułku Strzelców w Leplu

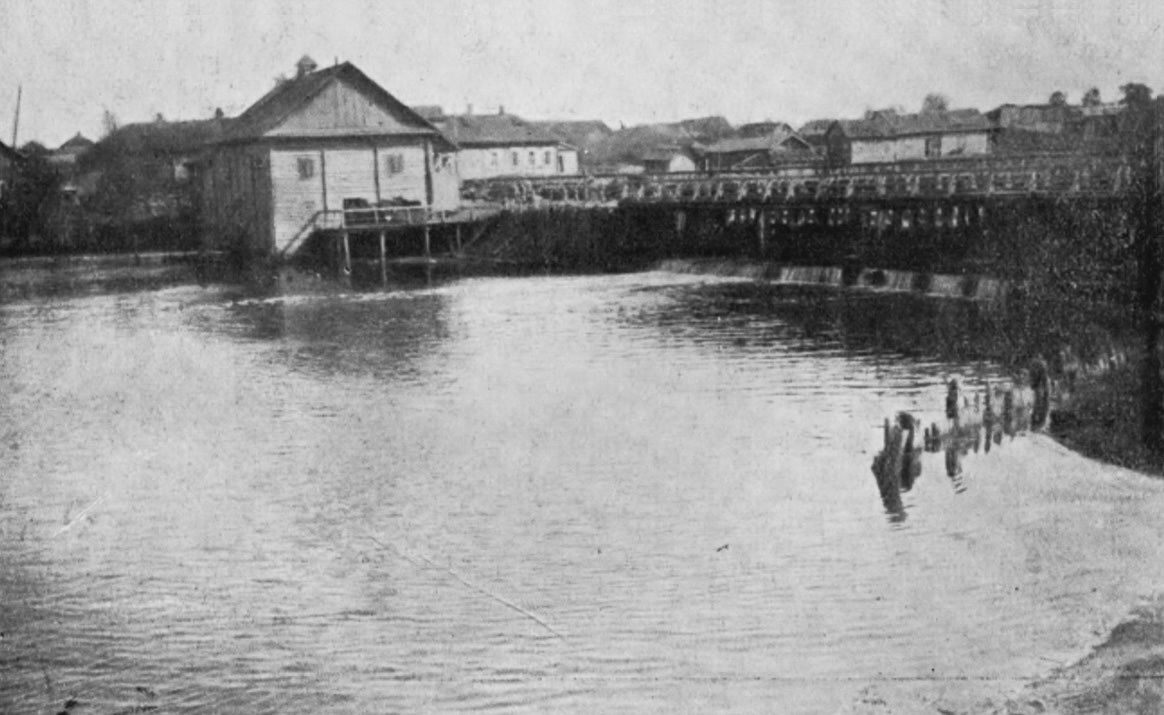
Mosty w Leplu na Jessie

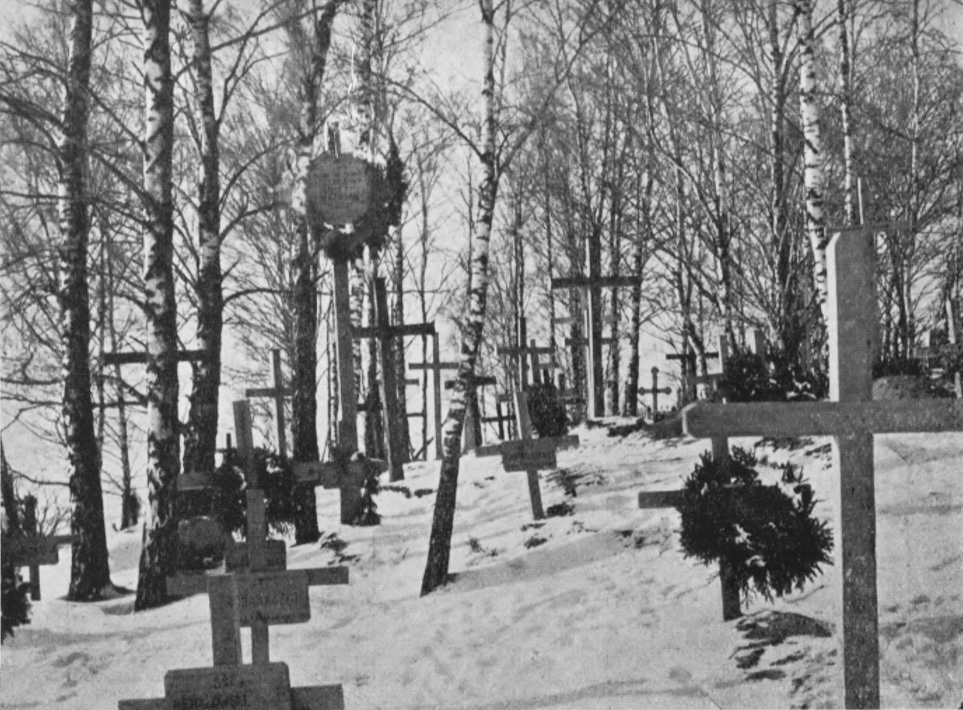
Cmentarz w Leplu

Bitwa pod Leplem – walki oddziałów 1 Dywizji Litewsko-Białoruskiej gen. Jana Rządkowskiego z  sowieckimi  5. i 56 Dywizją Strzelców toczone w ramach bitwy nad Berezyną w okresie wojny polsko-bolszewickiej.

## Przebieg działań

### Sytuacja ogólna
Zimą 1919/1920 front ustabilizował się na linii Dźwiny i Ułły po Lepel i dalej wzdłuż Berezyny do Bobrujska. Rejonu Lepla od Królewca po Wołową Górę broniła 1 Dywizja Litewsko-Białoruska gen. Rządkowskiego. W stanie bojowym dywizja posiadała około 4100  żołnierzy, 22 działa, 74 cekaemy.
14 maja 1920 ruszyła sowiecka ofensywa wojsk Frontu Zachodniego Michaiła Tuchaczewskiego. 15 Armia Augusta Korka i Grupa Północna Jewgienija Siergiejewa uderzyły na pozycje oddziałów polskich 8 Dywizji Piechoty i 1 Dywizji Litewsko-Białoruskiej w ogólnym kierunku na Głębokie. Wykonująca uderzenie pomocnicze 16 Armia Nikołaja Sołłohuba zaatakowała oddziały 4 Armii gen. Stanisława Szeptyckiego.

### Działania w pasie obrony dywizji
Walki o Lepel
O świcie 14 maja  na stanowiska III batalionu Mińskiego pułku strzelców i I batalionu grodzieńskiego pułku strzelców uderzyła sowiecka 5 Dywizja Strzelców, mając w pierwszym rzucie 15 Brygadę Strzelców i 16 Brygadę Strzelców.
W tym czasie na polskich pozycjach obronnych trwało przygotowanie do luzowania. Do Lepla podchodził I/ wileńskiego pułku. Stojący dotychczas w obronie batalion mińskiego pułku nie wytrzymał uderzenia i bezładnie cofał się w kierunku podchodzącego batalionu wileńskiego. Przemieszane kompanie obu batalionów zostały zepchnięte do miasta. Wywiązały się ciężkie walki uliczne. Kawaleria sowiecka opanowała mosty na Jessie, odcinając obrońcom odwrót za rzekę. Dopiero nadchodzący od strony Staj III batalion wileńskiego pułku strzelców  kpt. Leona Rapszewicza odblokował  mosty na Jessie i umożliwił odwrót oddziałom broniącym się w mieście. 
Kolejną linię obrony zorganizowano na wzgórzach pod Stajami.
Dowódca dywizji gen. Rządkowski i wydał rozkaz odbicia Lepla. Do ataku przeszły po dwa bataliony z wileńskiego i mińskiego pułku strzelców. Działania piechoty wspierała 3, 8 i 9 bateria 1 litewsko-białoruskiego pułku artylerii polowej.
Trzykrotnie wznawiane natarcie nie przyniosło spodziewanego rezultatu.
Podczas walk, broniący południowych przedmieść Lepla grodzieński pułk strzelców został odrzucony za Jessę natarciem sowieckich 44. i 45 pułku strzelców, a na północy, na odcinku Woroń – Prudek, oddziały 56 Dywizji Strzelców przełamały obronę II batalionu wileńskiego pułku.
Wieczorem Sowieci zagrozili podwójnym oskrzydleniem całej 1 Dywizji Litewsko-Białoruskiej i przerwali jej łączność taktyczną z sąsiednią 8 Dywizją Piechoty. W tej sytuacji u gen. Rządkowski wydał rozkaz odwrotu na drugą linię obrony.
Działania pod Pysznem
Po utracie Lepla oddziały 1 Dywizji Litewsko Białoruskiej wycofały się do rejonu Pyszna.
W ciągu nocy dywizja przyjęła następujące ugrupowanie: I Brygada od Józefowa do Prudnik, II Brygada od Prudnik wzdłuż potoku Sergucz na południe. 
Poszczególne oddziały I Brygady zajęły – I batalion mińskiego pułku: Ostrów – Popowno, II batalion mińskiego pułku: Babijbórz – Różki – Osje, II batalion wileńskiego pułku: Puniszcze, a III batalion wileńskiego pułku: pozostałość odcinka po Prudniki. I batalion i kompania marszowa wileńskiego pułku pozostały w odwodzie. I/ 1 pap i 7/1 pap zajęły stanowiska na zachód od Pyszna. 
Rano 15 maja centrum polskiej dywizji i jej północne skrzydło zaatakowały oddziały 5. i 56 DS.  Przez wiele godzin trwały zacięte walki.
Wieś Krzywce siedmiokrotnie przechodziła z rąk do rąk. Na północ od Pyszna pułk miński toczył bój z 56 DS i już w południe został zmuszony do odwrotu. 
Wieczorem w lukę pomiędzy 1 DLB a 8 DP weszły oddziały sowieckich 4. i 11 Dywizja Strzelców. Zarysowała się możliwość  oskrzydlenia ugrupowania obronnego dywizji.
W tym położeniu gen. Rządkowski nakazał odwrót w kierunku Berezyny.

## Bilans walk
Oddziały sowieckich 5. i 56 Dywizji Strzelców pokonały kresowe bataliony polskiej 1 Dywizji Litewsko-Białoruskiej i zmusiły ją do oddania Lepla a potem od wycofania się z linii obronnych pod Pysznem.
Mimo poważnych strat, 1 Dywizja Litewsko-Białoruska zachowała zdolność bojową i wykazała dużą odporność w walce z ponad dwukrotnie silniejszym przeciwnikiem.